# Коковкин, Сергей Борисович
Серге́й Бори́сович Коко́вкин (род. 1938) — советский и российский актёр, театральный режиссёр, сценарист, драматург. Заслуженный артист РСФСР (1975), профессор, заведующий кафедрой и руководитель мастерской Театрального факультета Университета Синергия.

## Биография
Сергей Коковкин родился 20 августа 1938 года в Ленинграде, в семье актёра Бориса Коковкина.
Сергей Борисович Коковкин учился в Ленинградском Нахимовском военно-морском училище, окончил с отличием ЛГИТМиК (класс проф. Б. В. Зона), потом Драматургическую мастерскую И. М. Дворецкого.
Как актёр дебютировал в Ленинградском академическом театре комедии им. Н. П. Акимова, затем играл в Москве на сцене Театра им. Моссовета. Именно в свою бытность в театре Моссовета Сергей Коковкин проявил талант драматурга. Пьеса Коковкина «Пять углов» стала событием московской театральной жизни начала 1980-х годов.
Пьесы Сергея Борисовича ставили Роман Виктюк, Кама Гинкас, Сергей Яшин, Борис Морозов, Павел Хомский. Произведения Сергея Коковкина были переведены на английский, французский, немецкий, итальянский, болгарский, турецкий, финский, польский, сербский, венгерский, китайский и японский языки.
Работал в кино, как сценарист, режиссёр и актёр.
Сергей Коковкин в качестве театрального режиссёра много работал за рубежом, ставил русскую классику и пьесы, написанные русскими авторами в XX веке. Преподавал в зарубежных университетах. Член Союза писателей, автор нескольких книг. Член Союза театральных деятелей, автор 30 пьес.

## Книги
- The Simpleton
- Пять углов
- Иди ко мне
- Миссис Лев и другие
- Я научу вас свободу любить
- Занавес!

### Пьесы
- «Пять углов» (впервые представлена в Московском театре им. Моссовета)
- «Раненый зверь»
- «Иди ко мне»
- «Простак»
- «Миссис Лев»
- «Триумф на Триумфальной»
- «Пушкиногополь»
- «Если буду жив»
- «Верояция»
- «Привет от Цюрупы»
- «Кафедра»
- «Россия молодая»
- «Рощин»
- «Голубой прекрасный»
- «Театр военных действий»
- «Сашка»
- «Всё»
- «Кого-то нет, кого-то жаль»
- «Проходная»
- «Летучий самовар»
- «Ломка»
- «Чехов в Чикаго»
- «Занавес»
- «Побег»
- «Царевич»
- «Голая истина»
- «Мёртвое море»[2]
- «Страстотерпцы»
- «Была гроза 12-го года»
- «Memento, море»

### Роли в кино
- 1957 — Поддубенские частушки — Егор
- 1969 — Берег юности — вор
- 1981 — Переходный возраст — Эстрадник
- 1982 --  Свадебное путешествие перед свадьбой—Шафер
- 1983 — Ромео и Джульетта — Эскал, герцог Веронский
- 1986 — Михайло Ломоносов — Василий Кириллович Тредиаковский
- 1987 — Живой труп — Петушков, художник
- 1988 — Прошедшее вернуть — Шерп
- 1989 — Пять углов — Зыбкин, морской офицер
- 1989 — Псы — Борис Григорьевич, учитель
- 1990 — Супермен — полковник

### Режиссёр в кино
- 1992 — Иди ко мне
- 2004 — Привет от Цюрупы!
- 2010 — Бродский. Пейзаж с наводнением
- 2011 — Ушёл, чтобы остаться
- 2011 — Демарш энтузиаста

### Сценарист
- 1972 — Зов
- 1979 — Что почём?
- 1980 — Депутатский час
- 1982 — Па-де-катр
- 1983 — Сашка
- 1985 — Тридцать пятый
- 1989 — Пять углов
- 1992 — Короткое дыхание любви
- 1994 — Простыня в лесу
- 1997 — Война окончена. Забудьте...
- 2004 — Привет от Цюрупы!
- 2010 — Бродский. Пейзаж с наводнением
- 2011 — Ушёл, чтобы остаться
- 2011 — Демарш энтузиаста

## Признание и награды
- Лауреат американской премии искусств
- Номинант Национальной премии «Золотая маска»
- Лауреат Театральной премии А. Толубеева
- Дважды лауреат премии газеты «МК»
- Диплом Нью-Йоркского кинофестиваля документальных фильмов
- Приз зрительских симпатий Нью-Йоркского кинофестиваля